# ژرژ آفتاندیلیان
ژرژ آفتاندیلیان (ارمنی: Ժորժ Աֆթանդիլեան; انگلیسی: George Aftandilian)، (زاده ۱۲۹۷ خورشیدی، در تبریز، ایران)، یک تنیس‌باز ایرانی ارمنی‌تبار بود.

## زندگی‌نامه
ژرژ آفتاندیلیان از سال ۱۳۲۱ تا ۱۳۳۲ خورشیدی قهرمان ایران در رشته انفرادی بود، او در مسابقات بین‌المللی در کشورهای فرانسه، ایتالیا، ژاپن، هند و پاکستان شرکت کرد. وی در بازی‌های آسیایی سال ۱۳۳۷ خورشیدی (۱۹۵۸ میلادی) کاپیتان تیم ملی ایران بود.
در اولین دوره مسابقات تنیس در بازی‌های آسیایی، آفتاندیلیان در دور نخست استراحت داشت ولی در دور دوم مقابل برنارد پینتو از سیلان در دو ست پیاپی با نتایج مشابه ۶–۲ شکست خورد و از گردونه رقابت‌ها خارج شد.
ژرژ آفتاندیلیان به شش زبان (ارمنی، فارسی، ترکی، فرانسوی، انگلیسی و روسی)، تسلط داشته است.

## کارنامه ورزشی
- شرکت در مسابقات جام آریامهر
- ترتیب دهنده اولین مسابقات جوانان اروپا و آسیا که فدراسیون جهانی در سال ۱۳۵۷ خورشیدی آن را تأیید کرد.
- ۱۵ سال (۱۳۳۹ تا ۱۳۵۴) نماینده ایران در فدراسیون جهانی تنیس
- رئیس فدراسیون تنیس آسیا، (۱۳۵۶ خورشیدی)